# Saint-Félix-de-Lunel
 Saint-Félix-de-Lunel  (en occitano Sant Faliç) es una población y comuna francesa, situada en la región de Mediodía-Pirineos, departamento de Aveyron, en el distrito de Rodez y cantón de Conques.

## Demografía
| 559 | 481 | 472 | 466 | 430 | 401 |
| Para los censos de 1962 a 1999 la población legal corresponde a la población sin duplicidades (Fuente: INSEE [Consultar]) |     |     |     |     |     |